# Lifestyles of the Rich and Famous
«Lifestyles of the Rich and Famous» es una canción escrita por Benji Madden, Joel Madden y Tim Armstrong, y producida por Eric Valentina, para el segundo álbum de Good Charlotte, The Young And The Hopeless. Fue lanzada como primer sencillo del álbum a fines de 2002 en Estados Unidos y tempranamente en 2003 para todo el mundo. Tras su debut el sencillo alcanzó un máximo al número 20 en Billboard Hot 100 y llegó al top 40 en varios países de Europa. 
Éste fue el primer sencillo para ser lanzado por la banda en Reino Unido, y, cómo resultado, los canales de música se refieren a The Young and the Hopeless como el álbum debut de la banda.

## Historia y escritura
El concepto básico de la canción es la obsesión con la fama mundial y la forma en que las celebridades no aprecian cuán afortunados son. 
La canción hace referencias a una serie de celebridades dentro de la letra. Johnnie Cochran, un abogado famoso quién representó (junto a otros) a estrellas cómo O.J. Simpson, quién fue absuelto de asesinar a su exesposa Nicola Brown. Es mencionado en la letra "¿Sabías que cuando eres famoso puedes matar a tú esposa? / Y no hay cosa tal como de 25 a cadena perpetua / Mientras tengas dinero para pagar por Cochran." Un exalcalde de Washington D. C., Marion Barry - quién ha sido condenado por cargos de drogas - también es mencionado en la letra: "¿Y sabías que sí fueras atrapado fumando crack? / McDonalds no te aceptaría de vuelta / Siempre puedes ir con el alcalde de D.C."

## Vídeo musical
El vídeo musical muestra apariciones de Kyle Gass, un miembro de las bandas Tenacious D y Trainwreck; el excantante de la banda 'N Sync Chris Kirkpatrick; y Mike Watt, el bajista de varias bandas. Los tres músicos aparecen en una escena de una corte - Gass hace el papedel fiscal mientras que Kirkpatrick hace el papel del testigo "Chadwick Merryweather Hardy III". Watt hace el papel de jurado.
El perro cuestionado en el vídeo es el perro de Benji y Joel, Ca$hdogg.

## Recepción
En una crítica negativa de The Young and the Hopeless, Sputnik Music llamó a esta canción particular cómo "la peor elección para un cantante que nunca haya visto." El crítico sigue escribiendo "La letra terrible son totalmente contradictorio a la actitud de Good Charlotte. Cómo niños, todo lo que ellos querían era "lograrl" y ser famosos. Y cuando tienen el primer sabor del éxito, ¿qué es lo que hacen? ¡Hacen una canción sobre como los famosos son superficiales!" Sin embargo el crítico terminó con una crítica un poco más positiva diciendo "La única salvación de la canción es el cambio de tiempo en la música durante el estribillo después del puente...pero arruinaron eso volviendo a la misma face del último estribillo."

## Lista de canciones
| Lifestyles of the Rich and Famous |                                                           |          |  |
| N.º                               | Título                                                    | Duración |  |
| 1.                                | «Lifestyles of the Rich & Famous»                         |          |  |
| 2.                                | «The Anthem» (Demo Version)                               |          |  |
| 3.                                | «Lifestyles of the Rich & Famous» (Live Acoustic Version) |          |  |
| 4.                                | «Cemetery» (Live Acoustic Version)                        |          |  |

## Certificaciones
| País      | Ventas | Certificación |
| --------- | ------ | ------------- |
| Australia | 35 000 | Oro           |

## Posicionamiento
| Listas (2002)                        | Posición |
| ------------------------------------ | -------- |
| Australian ARIA Singles Chart        | 17       |
| Austrian Top 75                      | 24       |
| Belgian Top 50                       | 37       |
| Dutch Top 40                         | 22       |
| German Top 100                       | 27       |
| Irish Top 50                         | 21       |
| Swedish Top 60                       | 14       |
| Swiss Top 100                        | 19       |
| UK Top 75                            | 8        |
| U.S. Billboard Hot 100               | 20       |
| U.S. Billboard Hot 100 Singles Sales | 22       |
| U.S. Billboard Top 40 Mainstream     | 6        |
| U.S. Billboard Top 40 Tracks         | 11       |
| U.S. Billboard Hot 100 Airplay       | 20       |
| U.S. Billboard Adult Top 40          | 38       |
| U.S. Billboard Alternative Songs     | 11       |

## La canción en la cultura popular
La canción ha aparecido en varios aspectos de la cultura popular desde su lanzamiento inicial. Una versión de la canción fue usada para el programa de Gleen Beck en la elección presidencial de 2004. Por diferencias políticas con Good Charlotte, Beck fue obligado a reemplazar la canción con una versión editada de Rage Against the Machine, "Killing in the Name". "Lifestyle of the Rich & Famous" fue escuchada en un episodio del show americano Drake y Josh en el 2004, cuando Drake y Josh prenden la radio y el estribillo de la canción aparece. La banda Apologetix produjo una versión de la canción basada en los eventos en Luke Capítulo 16 en la Biblia, llamado "Lifestyles of the Rich & Nameless".
Kanye West y Pharell Williams más tarde lanzaron una parodia de la canción llamada "Lifestyles Of the Broke and Famous".

## Premios
"Lifestyles of the Rich & Famous" ganó el premio "Mejor Elección" en MTV Video Music Awards en 2003.